# 하이텔레서비스
하이텔레서비스(Hi teleservice)은 LG전자의 고객 서비스 담당 자회사이다. 전자제품수리, 고객센터 콜센터, 텔레마케팅 사업 등을 하고 있다. 
상담원과 기사 등 실질적인 현장 업무를 하는 근로자는 인력파견 업체(용역 업체)를 통해 고용하거나, 협력 업체 명목의 하도급 업체 직원이 하고 있다. 
LG전자에 직접 소속된 직원들이 수리 업무를 하는 경우도 있는데, 그 경우 하이텔레서비스가 아닌 엘지전자(주)(사업자등록번호: 107-86-14075)가 직접 처리하는 것이다. 직영 서비스라고도 부르며 "LG BESTSHOP" 또는 "LG best 서비스센터" 상표로 영업장을 둔 곳에 사무실을 두고 있다. 엘지전자(주) 직원은 하이텔레서비스의 각 지역 센터 책임자(센터장) 업무도 한다.

## 연혁
- 1981년 LG 콜센터 서비스 운영 시작
- 2009년 하이텔레서비스 법인 설립

## 주요 업무
- [인바운드/아웃바운드]
  - 서비스 접수/상담
  - 제품 문의 상담
  - PC원격 상담
  - 서비스센터 안내
  - 고충상담 및 처리
  - 제안/개선요청 상담
  - 고객 만족도 측정
  - 사후관리
- [모니터링]
  - 통화 품질평가
  - 응대 코칭
  - 고객만족도 관리
  - NPS관리
  - VOC관리
  - 품질개선 활동

## 같이 보기
- LG그룹
- LG전자